# Шейді-Гроув (округ Макінтош, Оклахома)
Шейді-Гроув (англ. Shady Grove) — переписна місцевість (CDP) в США, в окрузі Макінтош штату Оклахома. Населення — 487 осіб (2020).

## Географія
Шейді-Гроув розташоване за координатами 35°26′3″ пн. ш. 95°24′28″ зх. д. / 35.43417° пн. ш. 95.40778° зх. д. (35.434250, -95.407819).  За даними Бюро перепису населення США в 2010 році переписна місцевість мала площу 20,83 км², з яких 20,80 км² — суходіл та 0,03 км² — водойми.

## Демографія
Згідно з переписом 2010 року, у селищі мешкали 194 особи в 83 домогосподарствах у складі 56 родин. Густота населення становила 9 осіб/км².  Було 87 помешкань (4/км²).
Расовий склад населення:
| - 71,1 % — білих - 17,0 % — корінних американців - 1,5 % — чорних або афроамериканців - 0,5 % — азіатів |

До двох чи більше рас належало 9,8 %. Частка іспаномовних становила 0,5 % від усіх жителів.
За віковим діапазоном населення розподілялося таким чином: 18,6 % — особи молодші 18 років, 62,3 % — особи у віці 18—64 років, 19,1 % — особи у віці 65 років та старші. Медіана віку мешканця становила 47,3 року. На 100 осіб жіночої статі у селищі припадало 100,0 чоловіків;  на 100 жінок у віці від 18 років та старших — 100,0 чоловіків також старших 18 років.
За межею бідності перебувало 36,1 % осіб, у тому числі 0,0 % дітей у віці до 18 років та 0,0 % осіб у віці 65 років та старших.
Цивільне працевлаштоване населення становило 62 особи. Основні галузі зайнятості: виробництво — 40,3 %, освіта, охорона здоров'я та соціальна допомога — 30,6 %, транспорт — 29,0 %.